# 宿双宁
宿双宁（1951年11月30日—），男，祖籍山东莱州，生于广西南宁，中国航天医学专家，曾任中国载人航天工程航天员系统总设计师、总指挥，中国空间科学学会副理事长。